# Nordvikssjön
Nordvikssjön är en sjö i Filipstads kommun i Värmland och ingår i Göta älvs huvudavrinningsområde. Sjön har en area på 0,575 kvadratkilometer och ligger 239,2 meter över havet.

## Delavrinningsområde
Nordvikssjön ingår i det delavrinningsområde (665922-140550) som SMHI kallar för Mynnar i Nordvikssjön. Medelhöjden är 250 meter över havet och ytan är 2,79 kvadratkilometer. Räknas de 2 avrinningsområdena uppströms in blir den ackumulerade arean 16,4 kvadratkilometer. Dansarbacksbäcken som avvattnar avrinningsområdet har biflödesordning 4, vilket innebär att vattnet flödar genom totalt 4 vattendrag innan det når havet efter 399 kilometer. Avrinningsområdet består mestadels av skog (73 procent). Avrinningsområdet har 0,61 kvadratkilometer vattenytor vilket ger det en sjöprocent på 10,1 procent.